# 박근혜정권 퇴진 비상국민행동
박근혜정권 퇴진 비상국민행동 (약칭 퇴진행동)은 박근혜의 대통령직 사퇴 및 기타 목적을 목표로 하는 박근혜 대통령 퇴진 운동을 주도하는 여러 시민단체들의 연대체이다. 2016년 11월 3일 제2차 촛불집회에 앞서 준비위가 출범하였고, 11월 9일에 공식 발족되었다.

## 역사
2016년 10월 29일 제1차 촛불집회의 주최는 11월 12일 제6차 민중총궐기를 준비하던 민중총궐기 투쟁본부가 맡았다. 그러나 해당 집회의 참가자수가 예상을 훨씬 뛰어넘어 보다 많은 시민들이 참가하면서, 주말집회의 조직을 체계적으로 맡는 주관단체의 필요성이 제기되었다. 이에 11월 2일 '박근혜-최순실 국정농단 사태에 즈음한 전국 비상시국회의'가 개최되었고 11월 4일에는 '박근혜정권 퇴진 비상국민행동 준비위원회'가 결성되었다. 이후 2차 집회를 거쳐 11월 9일에 공식 발족하여 촛불집회의 기획과 준비를 담당하게 되었다. 비상국민행동에 참가한 시민단체의 수는 1,533개에 달했다. 박근혜 대통령 탄핵 이후 2017년 5월 24일 해산하였다.

## 조직

### 기구
퇴진행동은 최고결정 단위로 '대표자회의'를 두었다. 여기에는 퇴진행동에 결합한 전국 1,500여개 시민단체 전체로 구성되었으며 실제 회의에는 1~200여개 단체가 참여하였다. 매주 집회 기획 등의 결정은 '운영위원회'에서 이루어졌다. 운영위는 주1회 개최되어 참여단체라면 누구나 참여할 수 있는 개방적인 구조였는데, 실제로는 100여개 단체들이 번걸아 가며 매주 결합하였다. 운영위원회의 결정 외에 조정이 필요한 사항은 상임운영위원회를 두어 해결했다. 상임위는 시기별로 17~35개 시민단체 대표로 구성되었는데 필요할 때마다 부정기적으로 운영되었다.
운영위에서 결정을 내리면 다섯 명의 공동상황실장과 다수의 산하 집행기구를 통해 실제로 집행되었다. 집행기구로는 사무국 (재정,회의운영), 집회기획팀 (실질기획,운영), 선전홍보팀, 조직팀, 대외협력팀, 미디어팀, 언론대응팀, 시민참여팀, 법률팀으로 구성되었고, 이 중 집회기획팀의 경우 매주 집회 운영에 지원해줄 시민 자원봉사자들을 공식 홈페이지와 페이스북을 통해 모집하여 함께 진행하였다. 이들 자원봉사자들은 집회 현장에서 안전 유지와 비용 모금 등을 담당하였으며, 집회마다 평균 100여 명 정도가 자원자로 참여했다.

### 재정
퇴진행동의 재정보고 자료에 따르면 1차 촛불집회가 시작된 2016년 10월 29일부터 2017년 3월 20일까지 퇴진행동의 수입 (모금 혹은 후원)은 총 39억 7000여만원, 지출은 28억 3,600여만원에 달했다.
수입금 중에서는 집회 때마다 모금함을 통해 걷은 현장 모금액이 18억 1,700여만원에 달해 가장 컸다. 세부적으로 살펴보면 10월 29일 1차 촛불집회 당시에는 비용 모금이 이뤄지지 않았고 11월 5일 2차 집회에서부터 현장 모금이 시작되었다. 주말 대규모 촛불집회 뿐만 아니라 평일 소규모 집회에서도 모금이 이뤄졌는데, 주말집회만을 기준으로 총 19회에 달하는 집회 기간 동안 매회 평균 모금액은 9,500만원으로 추산된다. 현장모금 외에도 수입금은 계좌 후원, 단체 분담금 등으로 구성되었는데 계좌후원의 경우 3월 15일까지만 해도 8,500만 원에 불과했으나 퇴진행동의 재정적자 소식이 전해지면서 5일만에 11억 7000여만 원이 후원되었다.
지출금 중에서는 무대 및 음향 설치비용이 20억 1,400여만 원으로 가장 큰 비중을 차지했다. 그 다음은 행사진행 비용 (화장실 대여료, 천막과 안전 펜스, 장비 대여료 등)으로 3억 9000여만 원, 선전홍보 비용 (현수막 등)으로 1억 6,000여만 원, 양초와 컵 등 행사물품 구입 비용으로 1억 4,5000여만 원, 소송 비용으로 3,000여만 원 등이 지출된 것으로 전해진다.

## 같이 보기
- 민중총궐기 투쟁본부
- 박근혜 대통령 퇴진 운동
- 시국선언
- 하야
- 이명박근혜 심판 범국민행동본부
- 박근혜 대통령 탄핵 소추